# Heart-Shaped Scar
| Recensione | Giudizio |
| ---------- | -------- |
| AllMusic   |          |

Heart-Shaped Scar è il primo album in studio della cantante statunitense LP, pubblicato nel 2001.
Il lavoro, uscito negli Stati Uniti il 24 giugno 2001 e registrato negli Sound of Music, Richmond, Ve all'Uptime Studios, New York, NY dal marzo 2000 al 12 marzo 2001, si compone di 11 brani.

## Tracce
1. Perfect – 5:14 (LP, David Lowery)
2. Love Somebody – 5:01 (LP, David Lowery, Alan Weatherhead)
3. Heart-Shaped Scar – 4:30 (LP, Barb Morrison, Charles Neiland)
4. Coming Home – 4:49 (Johnny Hickman, LP)
5. Long Time – 3:21 (LP, Barb Morrison, Charles Neiland)
6. Kiss It All Goodbye – 4:22 (LP, Barb Morrison, Charles Neiland)
7. Shut You Out – 4:45 (LP, David Lowery)
8. Follow Me Down – 5:26 (LP, David Lowery)
9. Insane – 4:14 (LP)
10. When I'm Not with You – 5:21 (LP, David Lowery, Alan Weatherhead)
11. Greenbriar – 3:41 (LP, Lowery, Alan Weatherhead)

Durata totale: 50:44